# 箕面動物園
箕面動物園（みのおどうぶつえん）とは、1910年（明治43年）11月1日に大阪府箕面市にて開園した日本初の民間の動物園である。

## 概要
京都市動物園、上野動物園に次いで3番めに大きい規模を誇り、甲子園球場の2倍ほどの広さの動物園であった。しかし、開園からわずか6年後の1916年（大正5年）に閉園し、動物たちは他の園に引き取られた。閉園の原因としては、園の維持費の増大や経営難などが挙げられている。
箕面有馬電気軌道の設立とともに利用客の増加をはかり、1910年（明治43年）に開園した。箕面有馬電気軌道は、1910年に大阪から宝塚・箕面に至る新路線を開通させ、沿線開発にも取り組んだ。翌年には山林子供博覧会が開かれ、観覧車も作られたが、宝塚に温泉が開発されたことや動物の屎尿臭に苦情が寄せられたことから宝塚に移転され、1916年（大正5年）に閉園した。後年においてもなお、ヒョウの檻やクマの檻の跡などが残っている。
開園と閉園は、当時の日本社会や経済の変遷を反映している。明治時代末期から大正時代初期にかけては、西欧の産業革命の影響を受けて日本の産業が飛躍的に発展した時期であり、重工業から化粧品などの生活用品までさまざまな分野で企業が増加し、都市部に通う中間層が増加した。これらの中間層が、その後の大正モダニズムに代表される新しい文化の支持者となった。
また、箕面動物園の開園当初から、化粧品会社の中山太陽堂（現・クラブコスメチックス）とのコラボレーション広告が行われていた。同社は創業3年でクラブ洗粉（後年でいうところの洗顔料）を売り出し、わずか1年で404万5263個を売り上げるなど、全国の女性から絶大な支持を得ていた。中山太一は広告王とも言われるほど広告に力を入れ、箕面動物園のあちこちに自社の広告を掲示するなど、積極的な宣伝活動を展開していた。
歴史は、当時の日本の社会情勢や経済状況、そして企業の戦略などが複雑に絡み合った結果であり、その後の日本の動物園や観光施設の発展にも多大な影響を与えたと考えられる。現在、跡地には箕面観光ホテルや箕面温泉スパーガーデンが存在し、当時の名残を感じることができる。

## 施設
総面積3万坪（約10万平方メートル）、延長5キロメートルの回遊式の観覧遊歩道が設けられていた。蓬莱橋を渡り、不老門をくぐった園内には東屋や茶店があった。松風閣という建物はかつて動物園内にあったが、現在では観光ホテルの別館となっている。宝塚歌劇団の前身である舞楽堂「翠香殿」があった。

## アクセス
阪急電鉄箕面駅から箕面温泉展望エレベーターまで徒歩5分。